# 8134 Minin
8134 Minin è un asteroide della fascia principale. Scoperto nel 1978, presenta un'orbita caratterizzata da un semiasse maggiore pari a 2,4264576 au e da un'eccentricità di 0,1918350, inclinata di 4,30785° rispetto all'eclittica.
L'asteroide è dedicato al condottiero russo Kuz'ma Minin.